# Kreis Geldern
Der Kreis Geldern war ein Landkreis am linken Niederrhein im Regierungsbezirk Düsseldorf in Nordrhein-Westfalen.

## Geographie

### Lage
Der Kreis umfasste das südliche Gebiet des heutigen Kreises Kleve von Weeze im Norden bis Hinsbeck als Teil des heutigen Kreises Viersen im Süden mit der Stadt Geldern als Verwaltungszentrum.

### Nachbarkreise
Der Kreis Geldern grenzte 1974 im Uhrzeigersinn im Norden beginnend an die Kreise Kleve, Moers und Kempen-Krefeld. Im Westen grenzte er an die Niederlande.

## Geschichte

### Vorgeschichte
Mit den Beschlüssen des Wiener Kongresses kam das Gebiet des Kreises Geldern – bestehend aus einem Teil des Herzogtums Geldern aus vorrevolutionärer Zeit, das seit 1713 zu Preußen gehörte – nach der Vereinnahmung durch Frankreich 1794 im Jahre 1815 wieder an Preußen. Die westliche Kreisgrenze, zugleich die Staatsgrenze zum Königreich der Niederlande wurde im Abstand etwa eines Kanonenschusses östlich der Maas (Kanonenschusslinie) mitten durch ein historisch zusammengewachsenes Gebiet und eine einheitliche Bevölkerung gezogen. Diese Grenze ist nach wie vor aktuell.

### Der Kreis Geldern von 1816 bis 1858
Im Zuge der Preußischen Verwaltungsorganisation wurde der Kreis Geldern am 23. April 1816 als einer von 29 Kreisen der Provinz Jülich-Kleve-Berg, der späteren Rheinprovinz, neugebildet. Er gehörte bis zu dessen Auflösung 1822 zum Regierungsbezirk Kleve, danach zum Regierungsbezirk Düsseldorf. Der Kreis war in die sechzehn Bürgermeistereien Aldekerk, Geldern, Hinsbeck, Issum, Kapellen, Kervenheim, Kevelaer, Leuth, Nieukerk, Pont, Sevelen, Straelen, Wachtendonk, Walbeck, Wankum und Weeze gegliedert. Im Jahre 1823 wurden zusätzlich die 25 Bürgermeistereien des aufgelösten Kreises Rheinberg in den Kreis Geldern eingegliedert.

### Der Kreis Geldern von 1858 bis 1969
Der alte Kreis Rheinberg wurde 1857 als Kreis Moers wieder aus dem Kreis Geldern ausgegliedert. Der Kreis Geldern besaß seitdem die folgende Verwaltungsgliederung:
| Bürgermeisterei | Gemeinden                                  |
| --------------- | ------------------------------------------ |
| Aldekerk        | Aldekerk, Stenden                          |
| Kapellen        | Kapellen                                   |
| Geldern         | Geldern (Stadt)                            |
| Hinsbeck        | Hinsbeck                                   |
| Issum           | Issum                                      |
| Kervenheim      | Kervendonk, Kervenheim, Winnekendonk       |
| Kevelaer        | Kevelaer, Kleinkevelaer, Twisteden, Wetten |
| Leuth           | Leuth                                      |
| Nieukerk        | Eyll, Nieukerk                             |
| Pont            | Pont, Veert                                |
| Sevelen         | Sevelen, Vernum                            |
| Straelen        | Straelen                                   |
| Wachtendonk     | Wachtendonk                                |
| Walbeck         | Walbeck                                    |
| Wankum          | Herongen, Wankum                           |
| Weeze           | Kalbeck, Weeze, Wissen                     |

1863 wurde die Eisenbahnstrecke Köln – Krefeld – Geldern – Kleve (Linksniederrheinische Strecke) eröffnet und 1902 die Geldernsche Kreisbahn, die zum 1. April 1932 wieder eingestellt wurde. Am 11. November 1918 wurde der Kreis Geldern durch alliierte Truppen besetzt. Am 10. Januar 1920 wurde mit dem Versailler Vertrag die Rheinprovinz in Besatzungszonen aufgeteilt, der Kreis Geldern gehörte zur belgischen Besatzungszone. Die letzten Belgier zogen am 31. Januar 1926 ab.
Die aus mehreren Gemeinden bestehenden Bürgermeistereien wurden seit 1927 als Ämter bezeichnet. Die beiden Gemeinden Kalbeck und Wissen wurden 1928 nach Weeze eingemeindet. Hinsbeck und Leuth wurden 1929 in den neuen Kreis Kempen-Krefeld umgegliedert.
Das Amt Wankum wurde am 1. April 1939 mit der Gemeinde Wachtendonk zum Amt Wachtendonk zusammengeschlossen, das am 1. Oktober 1951 wieder aufgehoben wurde.
Nach Ende des Zweiten Weltkriegs gab es auf Seiten der Niederlande auch Annexionspläne für das Kreisgebiet, die jedoch nicht die offizielle Position der Niederlande darstellten und nie weitere Bedeutung erlangten.
Vor Inkrafttreten des Gesetzes zur Neugliederung des Landkreises Geldern am 1. Juli 1969 hatte der Kreis Geldern die folgende Gliederung:
| Gemeindekennziffer | Name                           | Fläche in km² (Gebietsstand 31.12.1968) | Einwohnerzahl (Volkszählung vom 6.6.1961) |
| ------------------ | ------------------------------ | --------------------------------------- | ----------------------------------------- |
|                    | amtsfreie Städte und Gemeinden |                                         |                                           |
| 05 2 33 111        | Geldern, Stadt                 | 5,69                                    | 10.209                                    |
| 05 2 33 113        | Herongen                       | 11,05                                   | 1.426                                     |
| 05 2 33 114        | Issum                          | 28,29                                   | 4.594                                     |
| 05 2 33 115        | Kapellen                       | 23,47                                   | 2.157                                     |
| 05 2 33 116        | Sevelen                        | 25,54                                   | 3.427                                     |
| 05 2 33 112        | Straelen, Stadt                | 62,57                                   | 8.638                                     |
| 05 2 33 117        | Vernum                         | 22,21                                   | 1.911                                     |
| 05 2 33 118        | Wachtendonk                    | 21,14                                   | 3.597                                     |
| 05 2 33 119        | Wankum                         | 26,83                                   | 2.096                                     |
| 05 2 33 121        | Weeze                          | 79,37                                   | 8.080                                     |
|                    | Amt Aldekerk                   | 18,62                                   | 3.866                                     |
| 05 2 33 211        | Aldekerk                       | 7,95                                    | 2.628                                     |
| 05 2 33 212        | Stenden                        | 10,67                                   | 1.238                                     |
|                    | Amt Kervenheim                 | 40,47                                   | 3.910                                     |
| 05 2 33 311        | Kervendonk                     | 15,25                                   | 714                                       |
| 05 2 33 312        | Kervenheim                     | 0,25                                    | 781                                       |
| 05 2 33 313        | Winnekendonk                   | 24,97                                   | 2.415                                     |
|                    | Amt Kevelaer                   | 60,01                                   | 15.002                                    |
| 05 2 33 411        | Kevelaer, Stadt                | 19,49                                   | 11.878                                    |
| 05 2 33 412        | Kleinkevelaer                  | 1,61                                    | 112                                       |
| 05 2 33 413        | Twisteden                      | 13,35                                   | 1.010                                     |
| 05 2 33 414        | Wetten                         | 25,56                                   | 2.002                                     |
|                    | Amt Nieukerk                   | 35,31                                   | 5.163                                     |
| 05 2 33 511        | Eyll                           | 14,68                                   | 907                                       |
| 05 2 33 512        | Nieukerk                       | 20,63                                   | 4.256                                     |
|                    | Amt Walbeck                    | 48,41                                   | 6.379                                     |
| 05 2 33 611        | Pont                           | 12,37                                   | 1.216                                     |
| 05 2 33 612        | Veert                          | 8,25                                    | 2.166                                     |
| 05 2 33 613        | Walbeck                        | 27,79                                   | 2.997                                     |

### Der Kreis Geldern von 1969 bis 1974
Durch das Gesetz zur Neugliederung des Landkreises Geldern wurden am 1. Juli 1969 in der ersten Phase der Gebietsreform in Nordrhein-Westfalen alle Ämter aufgelöst sowie die Gemeinden neu gegliedert. Seitdem existieren bis heute unverändert die folgenden Gemeinden:
- die Stadt Geldern, gebildet aus der alten Stadt Geldern sowie Kapellen, Vernum (ohne Poelyck), Pont, Veert, Walbeck und dem Ortsteil Baersdonk der Gemeinde Nieukerk
- die Gemeinde Issum, gebildet aus der alten Gemeinde Issum und Sevelen
- die Gemeinde Kerken, gebildet aus Aldekerk, Stenden, Nieukerk (ohne Baersdonk), Eyll und dem Ortsteil Poelyck der Gemeinde Vernum
- die Stadt Kevelaer, gebildet aus der alten Stadt Kevelaer sowie Kleinkevelaer, Twisteden, Wetten, Kervendonk, Kervenheim und Winnekendonk
- die Stadt Straelen, gebildet aus der alten Stadt Straelen und Herongen
- die Gemeinde Wachtendonk, gebildet aus der alten Gemeinde Wachtendonk und Wankum
- die Gemeinde Weeze, deren Grenzen unverändert blieben

Am 1. Oktober 1969 wurde aus dem Landkreis der Kreis Geldern.
In der zweiten Neugliederungsphase, der Kreisreform vom 1. Januar 1975, wurde der Kreis Geldern mit dem Kreis Kleve unter dessen Namen vereinigt. Damit endete die Geschichte des Kreises Geldern als selbstständiger Gebietskörperschaft. Der südlichen Hälfte des neuen Kreises Kleve wurde außerdem aus dem alten Kreis Moers die Gemeinde Rheurdt angegliedert. Die sieben Gemeinden des Altkreises Geldern nennt man zusammen mit Rheurdt auch Südkreis Kleve.

### Einwohnerentwicklung
| Jahr | Einwohner | Quelle |
| ---- | --------- | ------ |
| 1816 | 73.683    | [ 9 ]  |
| 1825 | 80.421    | [ 9 ]  |
| 1835 | 84.625    | [ 9 ]  |
| 1871 | 49.812    | [ 10 ] |
| 1880 | 52.774    | [ 10 ] |
| 1890 | 53.937    | [ 11 ] |
| 1900 | 57.424    | [ 11 ] |
| 1910 | 60.653    | [ 11 ] |
| 1925 | 62.788    | [ 11 ] |
| 1939 | 60.371    | [ 11 ] |
| 1950 | 72.975    | [ 11 ] |
| 1960 | 80.200    | [ 11 ] |
| 1961 | 80.455    | [ 7 ]  |
| 1970 | 87.067    | [ 7 ]  |
| 1973 | 89.300    | [ 12 ] |

## Politik

### Ergebnisse der Kreistagswahlen ab 1946
In der Liste werden nur Parteien und Wählergemeinschaften aufgeführt, die mindestens zwei Prozent der Stimmen bei der jeweiligen Wahl erhalten haben.
| \| Jahr \| CDU \| SPD \| FDP \| DZP \| \| ------ \| ---- \| ---- \| ---- \| ---- \| \| 1946 1 \| 76,6 \| 17,9 \| \| \| \| 1948 \| \| \| \| \| \| 1952 \| 54,8 \| 17,5 \| 09,8 \| 14,7 \| \| 1956 \| 59,9 \| 20,7 \| 08,9 \| 10,2 \| \| 1961 2 \| 68,0 \| 17,7 \| 07,8 \| \| \| 1964 \| 67,9 \| 22,6 \| 07,9 \| \| \| 1969 \| 67,7 \| 25,6 \| 05,6 \| \| |      |      |      |      |
| 1 1946: zusätzlich: KPD: 2,4 % 2 1961: zusätzlich: KWV: 3,8 %, GB/BHE: 2,7 % |      |      |      |      |
| Jahr | CDU  | SPD  | FDP  | DZP  |
| 1946 1 | 76,6 | 17,9 |      |      |
| 1948 |      |      |      |      |
| 1952 | 54,8 | 17,5 | 09,8 | 14,7 |
| 1956 | 59,9 | 20,7 | 08,9 | 10,2 |
| 1961 2 | 68,0 | 17,7 | 07,8 |      |
| 1964 | 67,9 | 22,6 | 07,9 |      |
| 1969 | 67,7 | 25,6 | 05,6 |      |

### Landräte
- 1816–1848: Friedrich von Eerde
- 1848–1849: Norbert Engelhard (auftragsweise)
- 1850–1851: Wilhelm von Arnim (auftragsweise)
- 1851–1854: Maximilian August von Loë (kommissarisch)
- 1854:–9999 Rudolf von Schaesberg
- 1854:–9999 Friedrich August Schwartz (auftragsweise)
- 1854–1859: Adolf Ernst von Ernsthausen (auftragsweise)
- 1859–1876: Georg von Eerde, DZP
- 1876–1890: Otto von Cossel
- 1890–1913: Oskar von Nell
- 1913–1923: Maximilian von Kesseler
- 1923–1924: Carl von Canstein
- 1924–1934: Hubert Klüter
- 1934:–9999 Karl Josef Weiler (vertretungsweise)
- 1935–1939: Egon Bönner, NSDAP
- 1939–1940: Werner Johannes
- 1940–1942: Willi Hoberg
- 1943–1945: Walter Bitter (vertretungsweise)
- 6. Mai 1945 – 16. Oktober 1948: Alfred Deisinger
- 17. Oktober 1948 – 14. November 1950: Johannes Ackermanns, CDU
- 15. November 1950 – 9. November 1969: Karl Bösken, CDU
- 27. November 1969 – 31. Dezember 1974: Theodor Pellander

## Kfz-Kennzeichen
Am 1. Juli 1956 wurde dem damaligen Landkreis bei der Einführung der bis heute gültigen Kfz-Kennzeichen das Unterscheidungszeichen GEL zugewiesen. Es wurde bis zum 31. Dezember 1974 ausgegeben. Seit dem 10. Juni 2014 ist es durch die Kennzeichenliberalisierung im Kreis Kleve erhältlich.